# Atheta nakuruensis
Atheta nakuruensis – gatunek chrząszcza z rodziny kusakowatych i podrodziny rydzenic.
Gatunek ten opisał po raz pierwszy w 1995 roku Roberto Pace na łamach „Revue suisse de Zoologie”. Jako lokalizację typową wskazano Park Narodowy Nakuru w Kenii.
Chrząszcz o błyszczącym, wydłużonym w zarysie ciele długości 2,7 mm. Głowa jest rudobrązowa, powierzchownie siateczkowana i wyraźnie ziarenkowana. Czułki mają żółtorude człony pierwszy, drugi i ostatni oraz rude człony pozostałe. Rude przedplecze ma wyraźnie ziarenkowaną i pozbawioną siateczkowania powierzchnię. Krótsze od przedplecza, rudobrązowe pokrywy są ostro siateczkowane i wyraźnie ziarenkowane. Barwa odnóży jest rudożółta. Odwłok jest ziarenkowany, rudy z rudobrązowymi urotergitami segmentów od pierwszego do czwartego.
Owad afrotropikalny, znany wyłącznie z Kenii.